# Ali Akbar Nategh-Nouri
Ali Akbar Nateq-Nouri (en persan : علی‌اکبر ناطق‌نوری ; parfois orthographié Nategh-Nouri, né le 6 octobre 1944) est un homme politique iranien.

## Biographie
Nateq-Nouri était le ministre de l'Intérieur de la République islamique. Il a été président du Parlement de 1992 à 2000. Il était candidat à l'élection présidentielle iranienne en 1997. Il était le candidat préféré de Khamanei, mais il a perdu l'élection face à Mohammad Khatami. Il a obtenu près de sept millions de voix, tandis que Khatami vingt millions. Il a été conseiller du chef suprême de l'Iran jusqu'à sa démission en 2017. Il est un partisan du président Hassan Rouhani et a critiqué l'ancien président Mahmoud Ahmadinejad. Il a officiellement visité l'Égypte en 2010.

## Controverse
Nateq-Nouri était au centre d'un différend international en 2009 après avoir qualifié Bahreïn de 14e province iranienne. Bahreïn a suspendu les négociations avec l'Iran concernant les importations de gaz en réponse, et le Conseil de coopération des États arabes du Golfe a condamné ces propos. Le ministre iranien des Affaires étrangères a immédiatement commenté la controverse et déclaré que les remarques de Nateq-Nouri sur l'histoire de Bahreïn avaient été mal interprétées par les médias et que l'Iran respectait la souveraineté de Bahreïn. Nateq-Nouri lui-même a déclaré à Al Jazeera que ses remarques sur l'histoire de la région avaient été mal comprises et que son commentaire n'était pas pertinent pour la relation Iran-Bahreïn d'aujourd'hui.